# Opas caudacuta
Opas caudacuta is een spinnensoort in de taxonomische indeling van de strekspinnen.
Het dier behoort tot het geslacht Opas. De wetenschappelijke naam van de soort werd voor het eerst geldig gepubliceerd in 1873 door Taczanowski.